# Slätfjällig skoläst
Slätfjällig skoläst (Trachyrincus murrayi) är en djuphavsfisk i familjen skolästfiskar.

## Utseende
Den slätfjälliga skolästen har en långsträckt, avsmalnande kropp med avsmalnande stjärt och spetsigt huvud. Den är lik den långspetsnosade skolästen men till skillnad från denna är ryggens fjäll släta, utan taggar. Som mest kan arten bli 37 cm lång.

## Vanor
Arten lever på havsbotten ner till 1 600 m, men kan även förekomma pelagiskt. Födan består av olika kräftdjur som räkor, hoppkräftor, märlkräftor, gråsuggor, pungräkor och musselkräftor samt havsborstmaskar och småfisk.

## Utbredning
Den slätfjälliga skolästen finns i östra Atlanten från Island och Färöarna söderut till Biscayabukten, västra Atlanten från södra Grönland och Kanada till mellersta USA samt sydvästra Stilla havet väster om Nya Zeeland.